# Domingo Martínez de Irala
Domingo Martínez de Irala (1506 Vergara, Gipuzkoa – 30. října 1556 Asunción, Paraguay) byl španělský baskický conquistador a zakladatel španělského panství v oblasti La Plata.

## Objevitelské cesty
V roce 1535 se účastnil první výpravy Pedro de Mendozy. O rok později pátral po zmizelém Juanovi de Ayolasovi, proplul proti proudu po řece Pilcomayo, kde převzal velení nad výpravou a prohlásil se guvernérem španělské kolonie v Paraguayi. V roce 1537 založil město Asunción. Po příjezdu nového guvernéra Cabezy de Vaca v roce 1542 se proti němu vzbouřil, zatkl ho a poslal zpět do Španělska. V roce 1554 byl uznán španělským dvorem jako generální kapitán. Z Asunciónu podnikal dobyvačné a průzkumné výpravy, aby nalezl stříbrné doly. Roku 1547 proplul po řece Paraguayi až k bažinám Xarayes, poté zamířil přes pustinu Gran Chaco na západ. Po velmi namáhavém pochodu pralesy Amazonie dorazil k úpatí And v Bolívii a dostal se k stříbrným dolům u Potosí, ty však byly již dříve objeveny a obsazeny španělskými conquistadory z Peru. Tyto doly pak po více než dvě století dávaly polovinu světové produkce stříbra. Irala by nucen se vrátit, zklamán tím, že dolů se zmocnili již jiní.